# Ah Sing and the Greasers
Ah Sing and the Greasers è un cortometraggio muto del 1910 prodotto dalla Lubin. Il nome del regista non viene riportato nei credit del film di cui non si conoscono altri dati certi.

## Produzione
Il film fu prodotto dalla Lubin Manufacturing Company.

## Distribuzione
Distribuito dalla General Film Company, il film - un cortometraggio di 256 metri - venne distribuito nelle sale statunitensi il 4 agosto 1910.